# (4734) Rameau
(4734) Rameau (1982 UQ3) – planetoida z pasa głównego asteroid okrążająca Słońce w ciągu 3,76 lat w średniej odległości 2,42 j.a. Odkryta 19 października 1982 roku.